# NGC 1404
NGC 1404 هي مجرة تتبع كوكبة النهر. اكتشفها جون هيرشل في 28 نوفمبر 1837.

## روابط خارجية
- NGC 1404 على موقع ويكي سكاي: DSS2, SDSS, GALEX, IRAS, Hydrogen α, X-Ray, Astrophoto, Sky Map, Articles and images